# Colonia del Sacramento
Colonia del Sacramento ist eine am Río de la Plata gelegene Stadt in Uruguay.
Sie ist Hauptstadt des Departamentos Colonia. Colonia del Sacramento ist die älteste Stadt Uruguays, ihre Altstadt wurde von der UNESCO zum Weltkulturerbe erklärt.

## Geschichte
Colonia del Sacramento wurde in den letzten Tagen des Januar 1680 durch Dom Manuel Lobo, Gouverneur von Rio de Janeiro, im Auftrage des Prinzregenten Pedro II. von Portugal, gegründet. Pedro II. wollte an der Küste des Río de la Plata einen Brückenkopf zur Verteidigung seines Reiches anlegen lassen.
Am 20. Januar 1680 kam Don Lobo auf der Colonia del Sacramento vorgelagerten Insel San Gabriel per Schiff an und besetzte den für das portugiesische Reich wichtigen strategischen Punkt. Als erstes wurden auf dem Festlande eine Kirche und ein Fort errichtet. Die spanische Regierung in Buenos Aires unter dem Kommando von Don José de Garro griff das Fort in Colonia del Sacramento an und besetzte es.
Am 7. Mai 1681 „por el Tratado Provisional de Lisboa“ wurde Colonia del Sacramento den Portugiesen zurückgegeben. Von 1705 bis 1715 bekam Colonia del Sacramento den Namen Niemandsland und unterstand dem Kommando des Gouverneurs Alonso de Valdés Inclán in Buenos Aires.
Am 11. April 1713 wurde der Vertrag von Utrecht geschlossen und der spanische Einfluss in Südamerika dramatisch verringert. Am 4. November 1715 wurde von der spanischen Provinzregierung in Buenos Aires Gouverneur Manuel Goméz Barboza eingesetzt und regierte bis 1722. Im Jahr 1718 gab es in Colonia del Sacramento 1400 Einwohner einschließlich Sklaven und Indianer.
Am 14. März 1722 übernahm der portugiesische Gouverneur Vasconcellos die Herrschaft über die Stadt und es entwickelte sich ein lebhaftes Treiben. Colonia del Sacramento blühte auf und Kultur und Handel wurden ausgebaut. Im Januar 1730 wurde das erste Theater auf uruguayischem Boden erbaut und mit der ersten Aufführung Las Armas De La Hermosura von Pedro Calderón de la Barca eingeweiht.
Im Jahre 1735 wurde die Stadt wieder durch spanische Truppen besetzt und der Gouverneur Pedro de Vasconcellos wurde am 16. September 1737 abgesetzt. Der Hafen von Colonia del Sacramento wurde ausgebaut und erwarb dadurch eine Schlüsselstellung im Handel mit den umliegenden Staaten in Südamerika.
Während der Amtszeit Pedro de Vasconcellos’ waren im Hafen von Colonia teilweise bis zu 50 Schiffe unter verschiedenen Flaggen, die Schmuggelware in das Vizekönigreich Peru transportierten.
Im Jahre 1756 begann der Siebenjährige Krieg zwischen Portugal und Spanien und im Jahre 1762 wurde abermals Colonia del Sacramento vom spanischen General Pedro de Cevallos angegriffen. Tage später bombardierten britische Kriegsschiffe vom Río de la Plata aus Colonia. Dabei wurde im Gegenangriff die englische Fregatte Lord Clive versenkt.
Im Vertrag von Paris am 13. Januar 1763 kam Colonia wieder in portugiesische Hände und verblieb dort bis 1777. Die Stadt wurde wieder aufgebaut.
Am 1. Oktober 1777 wurden im Vertrag von San Ildefonso die Rechte der Portugiesen an die Spanier abgetreten. Am 5. März 1807 besetzten die Engländer die Stadt bis Ende August. In dieser Zeit kam der uruguayische Nationalheld José Gervasio Artigas mit Gleichgesinnten an die Macht und in der Revolución del Mayo übernahm diese Gruppe bis zum 2. Februar 1811 das Kommando.
Von 1822 bis 1826 war Portugal wieder der Herrscher, doch das argentinische Heer griff die Stadt unter der Leitung von General Almirante Brown wieder an. Am 2. Dezember 1828 wurde Colonia den Fuerzas Orientales auf Grund des Vertrages Convención Preliminar de la Paz übergeben. Die Unterstützung der Engländer, der Transport von Sklaven und Schmuggelgütern gab der Stadt eine privilegierte Stellung.
1845, während des Guerra Grande durch José Garibaldi, wurden Colonia und die Isla Martin Garcia besetzt. 1848 wurde Colonia durch Manuel Oribe (2. Präsident Uruguays) mit seinen Truppen angegriffen und es wurden die politischen Richtungen festgelegt. Im Bereich Colonias formierte sich die Banda Oriental, die sich später in die ersten Parteien Uruguays, die Blancas y Coloradas, aufspalteten, die häufig die Regierung stellten.
Durch Dekret No. 618 vom 10. Oktober 1968 wurde von staatlicher Seite eine Erhaltung und weitgehende Restaurierung des kolonialen Altstadtkerns festgelegt.
Im Dezember 1995 wurde die Altstadt von Colonia del Sacramento durch die UNESCO zum Weltkulturerbe erhoben.

## Infrastruktur

### Bildung
Colonia verfügt über zwei weiterführende Schulen (Liceo). Dies sind das 1912 gegründete Liceo Nº 1 Departamental „Prof. Juan L. Perrou“ und das seit 2004 bestehende Liceo Nº 2 Real de San Carlos.

### Kultur und Sehenswürdigkeiten

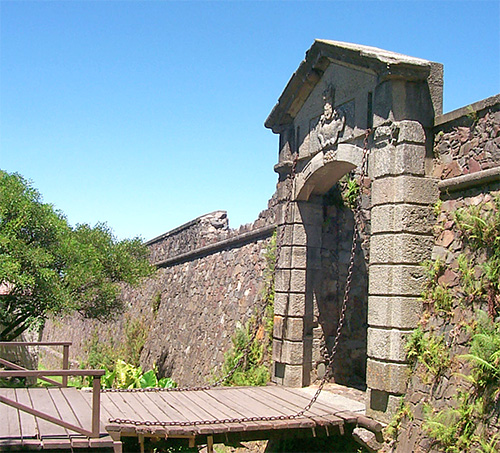
Die alte Stadtmauer mit Tor

Colonia beherbergt mehrere Museen. Dies sind das portugiesische Museum, das spanische Museum, das Museum der kolonialen Fliesen (azulejos) mit dem Plan der Stadt Colonia aus dem Jahre 1762 und das Museum der Ureinwohner der Region (Indianer).
Weitere Sehenswürdigkeiten und bedeutende Bauwerke in Colonia sind:
- das alte Stadttor
- die alte Bastion (Fort)
- der alte Leuchtturm, dessen Bau 1845 begonnen und unterbrochen durch den Guerra Grande erst 1857 fertiggestellt wurde.[3]
- die Klosterruinen von San Francisco Xavier
- das regionale Archiv
- die Kirche Basilika des Allerheiligsten Sakraments (Basilica del Santísimo Sacramento)
- das alte Haus des Kommandeurs von C. Brigadier General Juan Antonio Lavalleja
- ein original erhaltenes Wohnhaus (Casa de Nacarello oder im Volksmund Casa Rosada) aus der Zeit der Portugiesen von 1750
- la Calle de los Suspiros mit sehr schön restaurierten alten Häusern
- die kleine Kirche „Iglesia de Benito“ von 1761
- die Stierkampfarena „Plaza de Toros“; der erste Stierkampf war am 9. Januar 1910

### Sport
Colonia hat mit dem Estadio Suppici ein 12.000 Zuschauer fassendes Stadion, in dem der Fußballverein Plaza Colonia seine Heimspiele austrägt. Der Klub wurde zweimal uruguayischer Meister (Clausura 2016 und Apertura 2021).

### Verkehr

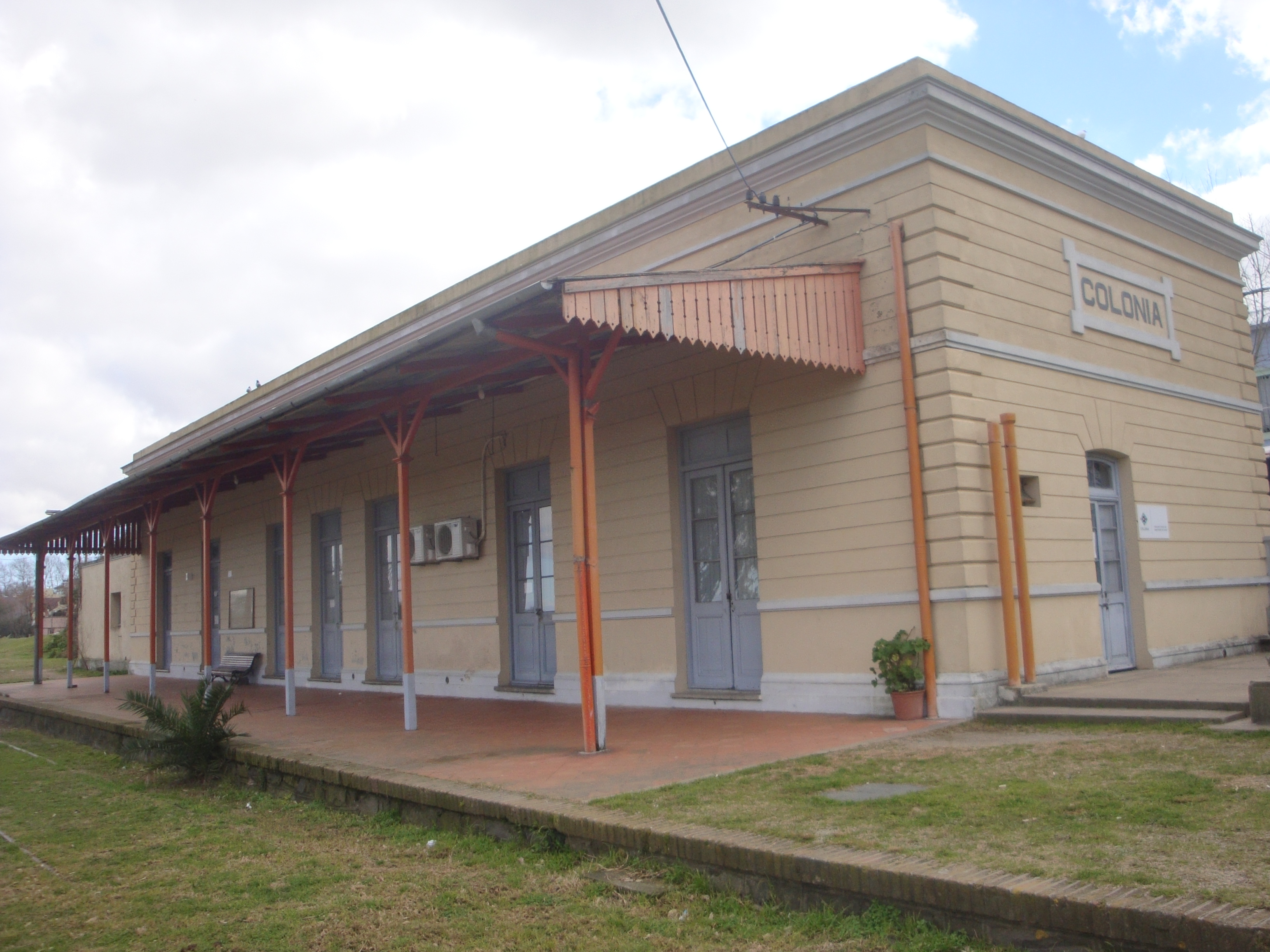
Bahnhof von Colonia

Colonia del Sacramento liegt 177 Kilometer westlich der Hauptstadt Montevideo, zahlreiche Busse verkehren auf der Küstenstraße zwischen den beiden Städten. Auch der Hafen ist von Bedeutung für Colonia, da sie die Buenos Aires am nächsten gelegene uruguayische Stadt ist. Mehrere Fähren täglich verbinden die beiden Städte. Da die Direktverbindung von Montevideo nach Buenos Aires wesentlich teurer ist, machen viele Leute, um Geld zu sparen, den Umweg über Colonia del Sacramento und besuchen vor der Weiterfahrt die historische Altstadt. Pläne für eine Brücke über das breite Mündungsdelta Río de la Plata, die die Stadt mit Buenos Aires verbinden würde, existieren, scheinen in nächster Zeit jedoch nicht verwirklicht zu werden. Zudem verfügt Colonia del Sacramento mit dem Aeropuerto Internacional de Laguna de los Patos über einen eigenen Flughafen.

## Einwohner
2011 hatte die Stadt 26.231 Einwohner, davon 12.643 männliche und 13.588 weibliche.
| Jahr | Einwohner |
| ---- | --------- |
| 1963 | 13.337    |
| 1975 | 17.046    |
| 1985 | 19.102    |
| 1996 | 22.200    |
| 2004 | 21.714    |
| 2011 | 26.231    |

## Söhne und Töchter der Stadt
- Juan Carlos Arellano (* 1943), Künstler
- Enrique Ballestrero (1905–1969), Fußballspieler
- Gregorio Bare (* 1973), Radrennfahrer
- José Batista (* 1962), Fußballspieler
- Mariano Bogliacino (* 1980), Fußballspieler
- Facundo Boné (* 1995), Fußballspieler
- Ezequiel Casaña (* 1992), Fußballspieler
- Fernando Cardani (1934–2023), Schauspieler und Theaterregisseur
- Octavio Colo (* 1994), Fußballspieler
- Santiago De Ávila (* 1993), Fußballspieler
- Emiliano Dumestre (* 1987), Ruderer
- Eduardo García (1945–2016), Fußballspieler und -trainer
- Edgardo González (1936–2007), Fußballspieler
- Julián Gottesman (* 1994), Fußballspieler
- Facundo Kidd (* 1997), Fußballspieler
- Federico Puppo (* 1986), Fußballspieler
- Gabriel Pérez (* 1995), Fußballspieler
- Rodrigo Rivero (* 1995), Fußballspieler
- Horacio Salaberry (* 1987), Fußballspieler
- Leandro Salvagno (* 1984), Ruderer
- Francisco Vega (* 1989), Fußballspieler
- Cristian Villoldo (* 1985), Fußballspieler
- Facundo Waller (* 1997), Fußballspieler

Im Sommer 2005 wanderte der Gitarrist Matthias "Gonzo" Röhr, Mitglied der deutschen Rockband Böhse Onkelz, nach Colonia del Sacramento aus.